# Groupe de recherche sur l'inadaptation psychosociale chez l'enfant
Le Groupe de recherche sur l'inadaptation psychosociale chez l'enfant (ou GRIP) est un regroupement interuniversitaire et interdisciplinaire canadien de chercheurs qui contribuent à la compréhension du développement des difficultés d'adaptation sociale chez les jeunes, et à l'identification des moyens les plus efficaces pour prévenir ces développements déviants. Le GRIP est financé par l'Université de Montréal, l'Université Laval, l'Université McGill et le Fonds FQRSC.
Il est dirigé par Richard E. Tremblay, professeur aux départements de psychiatrie, de psychologie et de pédiatrie de l'Université de Montréal, titulaire de la Chaire de recherche du Canada sur le développement de l'enfant.

## Programme de recherche
Le Groupe de Recherche sur l'Inadaptation Psychosociale chez l'enfant étudie l'inadaptation psychosociale de la naissance à l'adolescence dans une perspective développementale.
Le GRIP est constitué de chercheurs provenant de l'Université de Montréal, de l'Université Laval et de l'Université McGill.
Le programme de recherche s'articule autour de trois axes complémentaires :
- Le premier regroupe les travaux descriptifs et prédictifs des difficultés d'adaptation des enfants. L'objectif principal de cet axe est de décrire la prévalence des difficultés d'adaptation sur un territoire donné, de décrire le développement de ces difficultés et d'identifier les facteurs de risque ainsi que les facteurs de protection.
- Le deuxième axe du programme est centré sur les facteurs familiaux et les facteurs environnementaux tels les pairs et le milieu scolaire.
- Le troisième axe de recherche est centré sur l'expérimentation d'interventions ayant pour but la prévention des difficultés d'adaptation chez les jeunes

## Les principales études longitudinales
- ÉLEM: Étude longitudinale et expérimentale de Montréal
- ÉJNQ: Étude des jumeaux nouveau-nés du Québec
- ÉLEMQ: Étude longitudinale des enfants de maternelle au Québec
- ELNEJ: Enquête longitudinale nationale sur les enfants et les jeunes
- ÉLDEQ: «En 2002... J'aurai 5 ans !» Étude longitudinale du développement des enfants du Québec (ÉLDEQ 1998-2002)